# Рели Алфандари Пардо
Рели Алфандари Пардо (Београд, 1929), израелско-српска је књижевница и сведок Холокауста у окупираној Србији. Називана је „српском Аном Франк”.
Чланица је Удружењу за културу, уметност и међународну сарадњу „Адлигат” на чију иницијативу је добила држављанство Србије у 91. години.

## Биографија
Њен отац Моша је био увозник и продавац штофова, резервни официр и југословенски патриота.
По окупацији Србије, њега и шеснаестогодишњег брата Аврама (Ацу) окупационе трупе одводе и траг им се губи у логору Топовске шупе на Аутокоманди. Потом је одведена Релина мајка Ленка.
Да би спречили одвођење Рели од стране нациста, мајчина сестра Љиљана Јовановић и тетак трговац Јован Јовановић је скривају током трајања рата.
Рели се прво скрива у селу Наталници, затим 1942. у Аранђеловцу код туберколозне кројачице којој су Јовановићи плаћали трошкове те потом у Београду, у скровишту у Дечанској улици. У Аранђеловцу се представља као дете мајке која је у менталној болници и оца алкохоличара. У Београду се скривала код власника радње ауто-делова Драгослава Бабовића у Дечанској улици, прекопута немачке команде. Они су је током рата скривали у шпајзу, где је провела три године. Бабовић јој током целог трајања окупације доноси књиге и Пардо значајн део времена проводи читајући.
Након што се завршио рат, тетка са очеве стране ступа у контакт са Рели и одводи је да живи у Француску, где она завршава гимназију. 
Због неслагања са тетком, Пардо се сели у Хаифу, Израел, непуних годину дана по формирању државе. У Израелу завршава курсеве и ради у Националној библиотеци.
У Изралеу се удаје за архитекту Јозефа Парду са којим се сели у Тел Авив. Завршила је курсеве техничког цртања и радила у архитектонском студију свог супруга до пензије. Са Јозефом има двоје деце.
Пардо никада није сазнала где су гробови њене најуже породице а целокупна имовина им је конфискована током рата.
Своје успомене на скривање и патњу током Другог светског рата представила је у књигама „Живим да преживим” и „То је био само пикник”, која је имала неколико издања.
Називана је „српском Аном Франк”.

Нема народа као што је српски. Како су се дигли против фашизма, како су се борили! Иако сам израелски држављанин, Србија је и данас у мом срцу. Ту су остали моји гробови.

## Дела
- То је био само пикник, 2014.[7]
- Живим да преживим

## Галерија
- Фотографија деде Рели Пардо
- Фотографија Београда из 1940. године, урамљена у дневној соби Рели Пардо
- Рели Пардо као ученица основне школе
- Рели Пардо и Мирјана Вуисић
- Рели Пардо са братом, мајком и оцем
- Рели Пардо са породицом Јована и Љиљане - Матилде (тетке) Јовановић
- Библиотека Рели Пардо у Израелу